# Kabel (Dijk en Waard)
Kabel (Westfries:  't Kabel) is een buurtschap in de gemeente Dijk en Waard in de Nederlandse provincie Noord-Holland.
Kabel is gelegen tussen Heerhugowaard en Draai in. De kern van de buurtschap is gelegen op de driesprong Beukelaan en Oosterweg. Delen van die wegen worden dus tot de buurtschap gerekend, ook vaak de Jan Glijsnisweg en een deel van de Oostdijk.
Bij de stad, tegenover een recreatiewijk en tussen Draai en Kabel, werd een woonwijk gepland. Als die er zou komen, zou Kabel eigenlijk precies tussen de twee wijken in liggen en zo een sterker onderdeel worden van de stad Heerhugowaard. Vanuit Draai rees echter veel verzet tegen de plannen.
De plaatsnaam komt in 1899 voor als De Kabel. De plaatsnaam zou mogelijk verwijzen naar een dialectische uitspraak van kavel, die door kavelsloten was begrensd.

## Zie ook

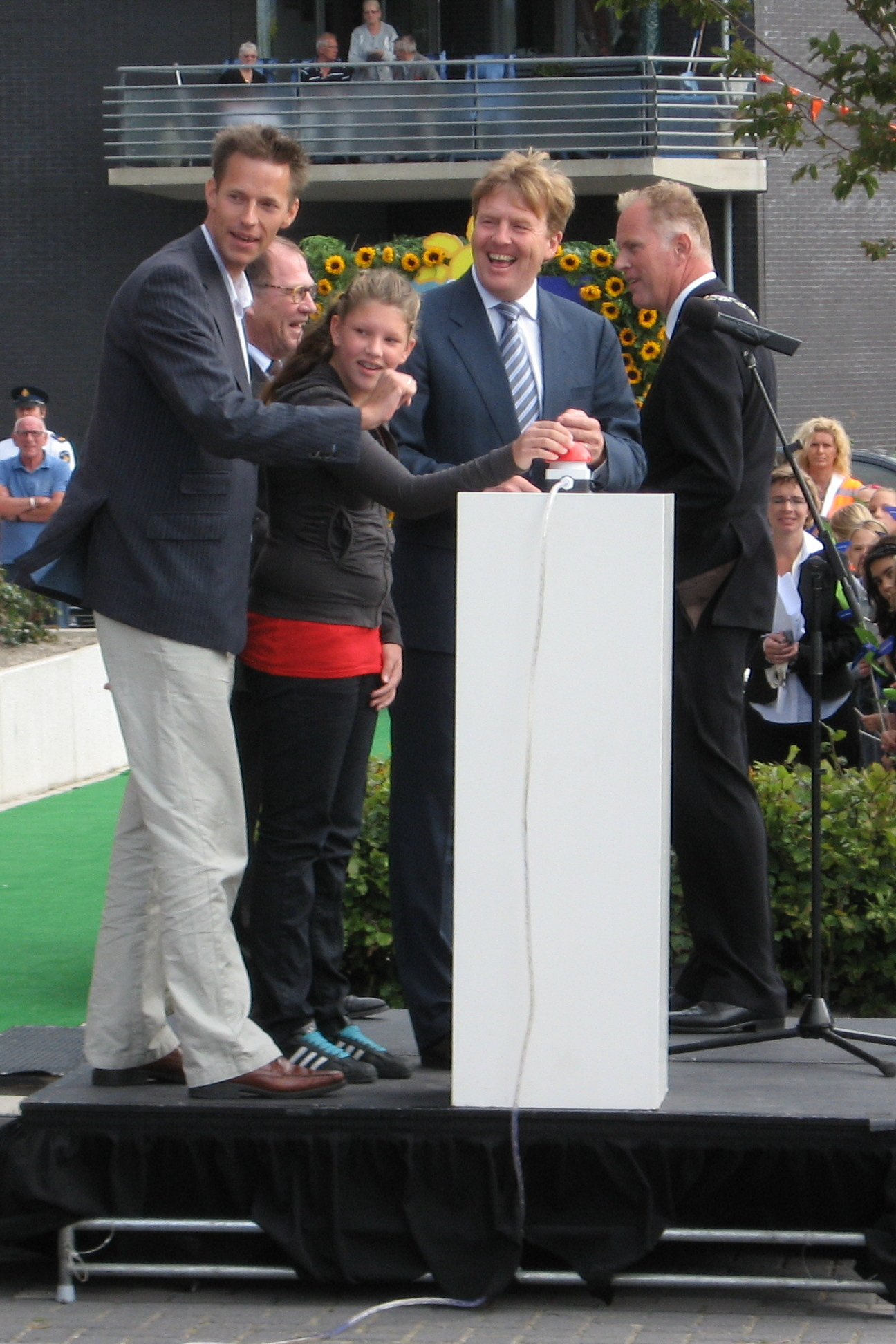
Prins Willem Alexander opent Stad van de Zon